# 증산정보도서관
증산정보도서관은 서울특별시 은평구의 도서관이다.